# Callipurbeckia
Callipurbeckia  es un género extinto de pez neopterigio de los períodos Jurásico y Cretácico. Sus fósiles se han hallado en Alemania, Tanzania e Inglaterra. Contiene tres especies, que fueron anteriormente clasificadas en el género relacionado Lepidotes.